# Оомицеты

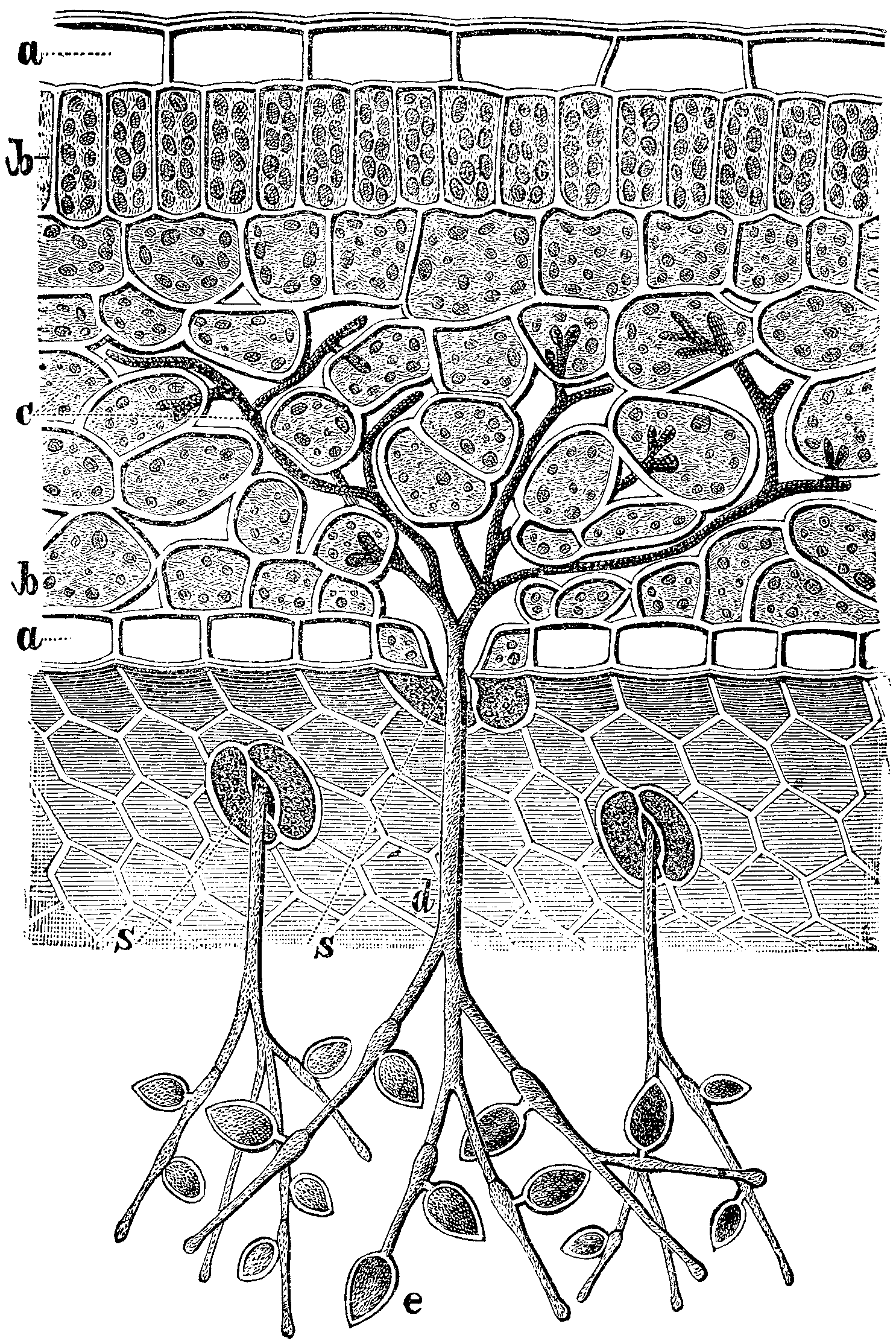
Phytophthora infestans, растущие в тканях растения

Оомицеты (лат. Oomycota, Oomycetes) — клада мицелиальных организмов, включающая 70 родов и 570 видов, крупнейшая и наиболее сложная клада среди страменопил. Ранее относилась к фикомицетам (грибам), позже была переведена из царства грибов в протисты (по другой системе — в царство хромистов). Обитают преимущественно в водной среде, где вызывают раневые инфекции рыб или являются сапротрофами. Другие являются паразитами высших растений, в частности, к оомицетам относится Phytophthora infestans, вызывающая фитофтороз картофеля, ставший одной из причин катастрофического «картофельного голода» в Ирландии 1845—1849.

## Строение
Мицелий ценоцитный, то есть многоядерный, не имеющий перегородок, кроме как отделяющих репродуктивные органы. Он обычно ветвится слабо, у некоторых примитивных видов формирует плазмодий. Клеточная стенка состоит из целлюлозы (а не хитина как у настоящих грибов) и глюкана. Запасное питательное вещество — миколаминарин. Гликоген, характерный для настоящих грибов, отсутствует.

## Цикл развития

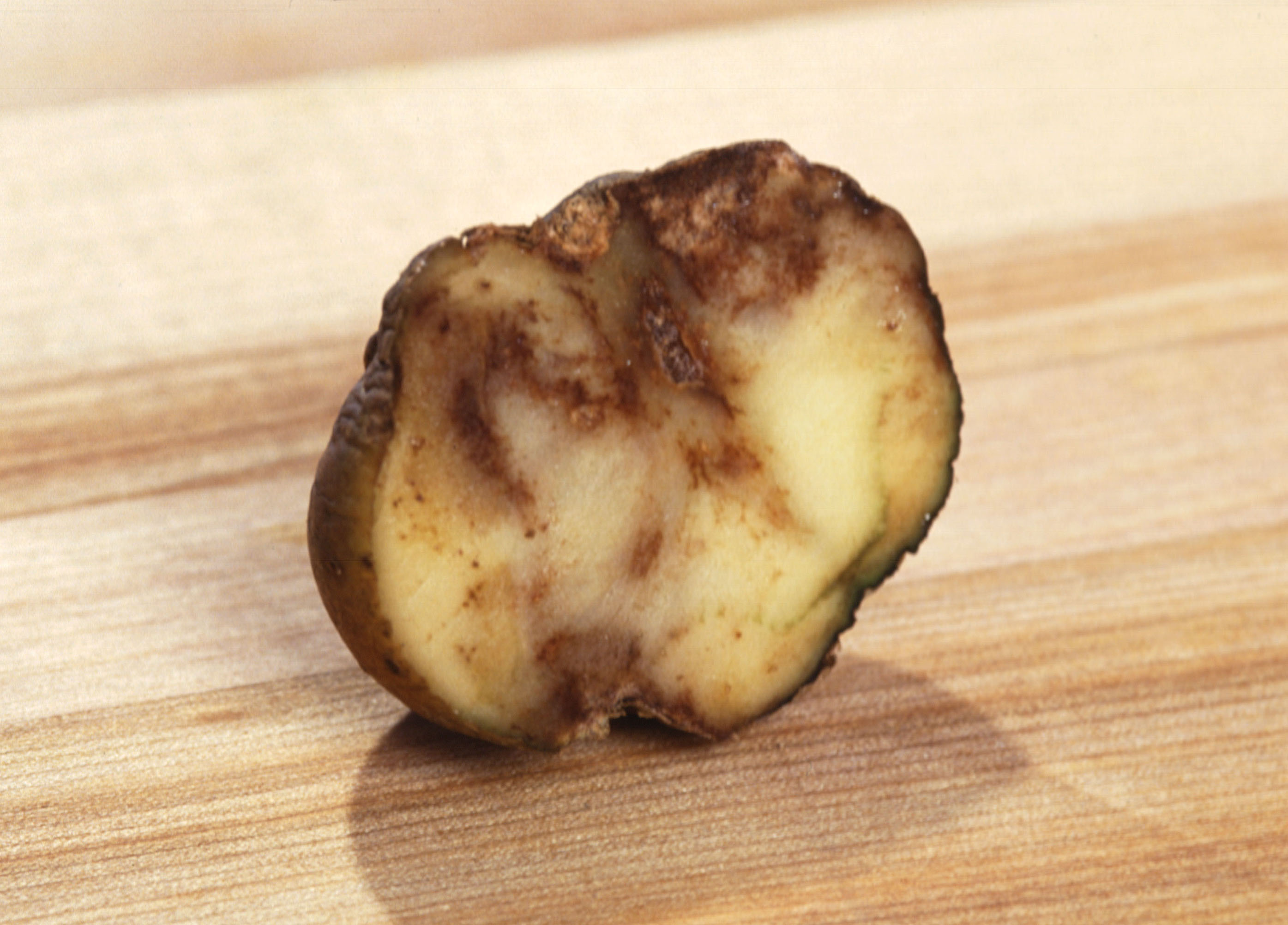
Клубень картофеля, заражённый фитофторой

Оомицеты размножаются как бесполым, так и половым путём.
При бесполом размножении образуют зооспоры в спорангиях. В ряде случаев спорангий может отделяться от спорангиеносца и прорастать как одна спора. Зооспоры имеют два жгутика — передний перистый и бичевидный задний, собственно и служащий для передвижения.
Для некоторых видов (например, Saprolegnia) характерно наличие нескольких видов зооспор (первичные и вторичные), отличающихся, например, формой клетки и расположением жгутиков. После выхода из спорангия первичные зооспоры, поплавав некоторое время, инцистируются, затем из цисты формируются вторичные зооспоры. Так может происходить несколько раз.
Половое размножение представлено своеобразной оогамией. Оогоний содержит одну или несколько яйцеклеток, в то время как антеридий не образует обособленных гамет и при оплодотворении просто переливает часть своего клеточного содержимого с ядрами в оогоний, что является характерным признаком, по которому выделена группа. Образующиеся после оплодотворения ооспоры являются покоящейся формой оомицета, в которой он пережидает неблагоприятный период, например, зиму. Весной они прорастают, образуя зооспорангий.
Жизненный цикл оомицетов диплоидный. Гаплоидными являются лишь яйцеклетки и ядра антеридиев, мейоз происходит при их формировании. Для оомицетов характерен гинадромиксис (от «гина» — женский, «андрос» — мужской), то есть смена пола при наличии определённых феромонов (антеридиол, оогониол). Встречается только у двудомных, у которых антеридии и архегонии развиваются на разных талломах.

## Классификационное положение
Несмотря на наличие развитого мицелия, оомицеты были исключены из числа грибов. Из всех грибов лишь хитридиомицеты имеют подвижные зооспоры, оомицеты не имеют хитина в клеточной стенке, биосинтез лизина происходит у них как у растений, а не как у грибов, наконец, они имеют совершенно не свойственную грибам ультраструктуру митохондрий. На основании этих признаков в конце XX века царство грибов было разделено на два отдела: Oomycota и Eumycota, в наше время отдел Oomycota с классом Oomycetes перенесён в царство Chromista; по другой классификационной схеме класс Oomycetes включается в тип Heterokontophyta царства Protista.
Согласно классификации, предложенной Томасом Кавалье-Смитом в 2018 году, таксон Oomycetes относится к подотделу Pseudofungi отдела Gyrista.